# Абдул-Карім (хан Яркенду)
Абдул-Карім-хан (бл. 1529—1591) — 3-й хан Могулії (Яркендського ханства) в 1559/1560—1591 роках. Вважається останнім правителем Могулістану.

## Життєпис
Другий син Абд-ар-Рашид-хана, володаря Могулії. За життя батька був хакімом (намісником) Янгі-Хісара. Наприкінці 1559 або на початку 1560 року після смерті Абд-ар-Рашид-хана успадкував його володіння. Започаткував подділ земель між своїми братами задля уникнення внутрішньої боротьби. Абдул-Карім передам брату Курайш-Султану місто Хотан, Мухаммед-хану — Аксу, суфі-султана —Кашга і Янгі-Хісар.
Продовжив протистояння з казахами і киргизами. Але загалом війни складалися не надто успішною. В результаті киргизи зайняли північний Тянь-Шань. Згодом вони стали кочувати в Алайській, Сарикольській і Каракорумській долинах. після цього намагався дотримуватися мирних стосунків, а проти казахіввідновив союз з узбеками шейбанідами. У 1570 році відправив війська проти Мухаммед-хана II, захопивши Східний Могулістан. Кращу частину цих володінь (Джаним і Турфан) захопив Курайш-Султан. Незалежна політика останнього викликало невдоволення Абдул-Карім, що переміг свого брата, а потім разом з родиною відправив до Імперії великих Моголів.
Політика спрямована на збереження зовнішнього та внутрішнього миру сприяло відновленню господарства в західному Могулістані. Водночас Абдул-Карім дозволив проповідувати братам Мухаммеду Аміну і Мухаммеду Ісхак-Валі, представникам секти накшбанді. В свою чергу вони стали засновникам родів актаглик («білогорців») і каратаглик («чорногорців»). У 1580-х роках безпосередня влада Абдул-Каріма переважно поширювалася лише на Яркенд, в інших містах панували його брати, що частково визнавали зверхність Абдул-Каріма. Саме Яркенд обрав для своєї резиденції ходжа мухаммед Ісхак-Валі, що приєднав до своєсекти 40 тис. осіб., зокрема брата хана — Мухаммеда.
Помер Абдул-Карім у 1591 році. Владу успадкував брат Мухаммед-хан III.